# Barham, Huntingdonshire
Barham är en by i civil parish Barham and Woolley, i distriktet Huntingdonshire, i grevskapet Cambridgeshire i England. Byn är belägen 10 km från Huntingdon. Barham var en civil parish fram till 1935 när blev den en del av Barham and Woolley. Civil parish hade 34 invånare år 1931.